# Pollenia bezziana
Pollenia bezziana är en tvåvingeart som beskrevs av Knut Rognes 1992. Pollenia bezziana ingår i släktet vindsflugor, och familjen spyflugor.
Artens utbredningsområde är Italien. Inga underarter finns listade i Catalogue of Life.